# Alfa Reticuli
Alfa Reticuli (Alpha Ret, α Reticuli, α Ret) è una stella di magnitudine +3,34 situata nella costellazione australe del Reticolo. È la più brillante della costellazione e si trova a 162 anni luce dal sistema solare.

## Osservazione
Si tratta di una stella situata nell'emisfero australe. La sua posizione fortemente australe comporta che la stella sia osservabile prevalentemente dall'emisfero sud, dove si presenta circumpolare anche da gran parte delle regioni temperate; dall'emisfero nord la sua visibilità è invece limitata alle regioni della fascia tropicale, e comunque non più a nord della latitudine 28° N. Essendo di magnitudine +3,34, la si può osservare anche dai piccoli centri urbani senza difficoltà, sebbene un cielo non eccessivamente inquinato sia maggiormente indicato per la sua individuazione.

## Caratteristiche fisiche
Alfa Reticuli è una gigante brillante gialla di tipo spettrale G8II-III. Ha una massa oltre 3 volte quella del Sole, con un raggio che da Silva e colleghi nel 2006 stimarono in 13 volte quello solare, sebbene alcune stime precedenti dessero risultati maggiori. Ha una temperatura superficiale più bassa rispetto al Sole, di circa 5200 K, e la sua luminosità è 128 volte quella della nostra stella.
A circa 12 secondi d'arco si trova una stella di dodicesima magnitudine; si tratta di una nana rossa di classe M0 che ha lo stesso moto proprio della gigante e che, di conseguenza, pare legata gravitazionalmente ad essa. Il periodo orbitale di questa componente sarebbe di almeno 60.000 anni, ad una distanza dalla principale di almeno 2450 UA.